# Massimo Lombardo
Massimo Lombardo (Bellinzona, 9 de enero de 1973) es un exfutbolista y entrenador de fútbol suizo. Jugó como centrocampista durante 18 temporadas en la Superliga Suiza, donde ganó dos campeonatos y una Copa. Fue internacional con la selección suiza en 20 ocasiones.

## Carrera del Jugador
Massimo Lombardo, un centrocampista suizo, disputó más de 300 partidos en la Superliga Suiza durante 18 temporadas.
Comenzó su carrera en el AC Bellinzona, un equipo del cantón de Ticino, en 1990. En 1992, se trasladó al Grasshopper Club Zürich, donde permaneció cinco temporadas y ganó dos campeonatos suizos y una Copa Suiza.
En 1997, Lombardo fichó por el AC Perugia de la Serie B italiana, pero solo jugó una temporada antes de volver a Suiza.
En su segunda etapa en Suiza, Lombardo jugó para el FC Lugano, el FC Lausanne-Sports y el Servette FC. En 2004, fichó por el FC Meyrin de la Challenge League (segunda división suiza), donde jugó una temporada antes de regresar a la Superliga con el Neuchâtel Xamax FC.
Con el Neuchâtel Xamax, Lombardo no pudo evitar el descenso a la Challenge League en 2008.
En 2009, Lombardo se retiró del fútbol profesional a la edad de 36 años.
En su carrera, Lombardo también disputó 20 partidos con la selección suiza.
Lombardo es considerado uno de los mejores centrocampistas de la historia del fútbol suizo.
Sus principales cualidades eran su talento técnico, su visión de juego y su capacidad de liderazgo.
Tras su retirada, Lombardo se convirtió en entrenador de fútbol. En 2019, fue nombrado director de la academia del Servette FC, donde continúa trabajando en la formación de los jóvenes futbolistas suizos.

## Carrera Gerencial
Massimo Lombardo, un centrocampista suizo con una larga y exitosa carrera en el fútbol profesional, comenzó su carrera como asistente del FC Basel en 2017. Tras dos temporadas en este cargo, se unió a la academia del Servette FC como su director en 2019.
En su nuevo puesto, Lombardo ha sido responsable de la formación de la próxima generación de estrellas del fútbol suizo. Bajo su liderazgo, la academia del Servette FC ha producido varios jugadores jóvenes prometedores, como Breel Embolo, Christian Fassnacht y Dimitri Oberlin.
Lombardo es un entrenador apasionado y dedicado que se ha ganado el respeto de sus jugadores y colegas. Su trabajo en la academia del Servette FC está ayudando a asegurar el futuro del fútbol suizo.